# Tropique
Pour l’article ayant un titre homophone, voir Tropic.
« Tropiques » redirige ici. Pour la revue culturelle martiniquaise, voir Tropiques (revue).
« Tropical » redirige ici. Pour les articles homonymes, voir ici.

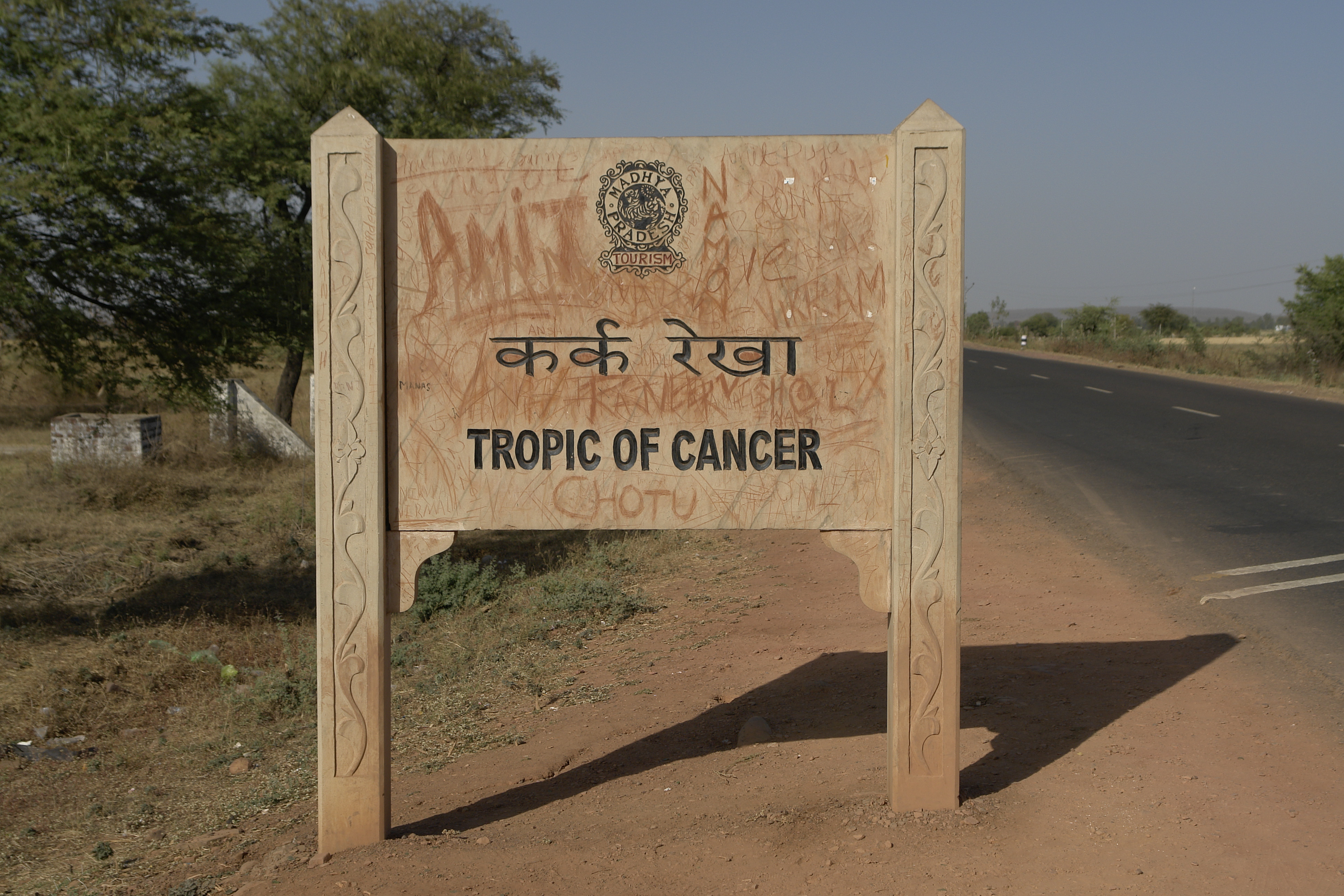
Panneau annonçant le tropique du Cancer près de Bhopal en Inde.

Les tropiques sont les deux parallèles du globe terrestre qui délimitent une bande à l'intérieur de laquelle le Soleil apparaît au zénith au moins une fois dans l'année. Au 1er janvier 2025, chaque tropique est séparé de l'équateur par 23° 26′ 18,249″ de latitude : le tropique du Cancer au nord et le tropique du Capricorne au sud.
Les noms de « Cancer » et « Capricorne » ont été attribués il y a environ 2 000 ans selon la position qu'occupait alors le Soleil dans le zodiaque au solstice d'été. Ces positions ne sont plus valables : l'emplacement exact des tropiques varie sur des échelles de temps géologiques avec l'inclinaison de la Terre sur son orbite. On désigne aussi sous le nom de tropiques les régions du monde situées entre les deux tropiques ou près de ceux-ci. On parle ainsi de régions tropicales, ou, plus précisément, intertropicales.
Les tropiques célestes, ou tropiques, sont, en astronomie, les deux petits cercles parallèles de la sphère céleste, de déclinaison de + et – 23° 26′ 18,249″, passant par les points solsticiaux.

## Étymologie
Le nom « tropique » vient du grec τροπή / tropế qui signifie « tour » dans le sens d'un changement de direction du soleil, des astres, en référence aux changements de saisons définis par les solstices.

## Emplacement géographique

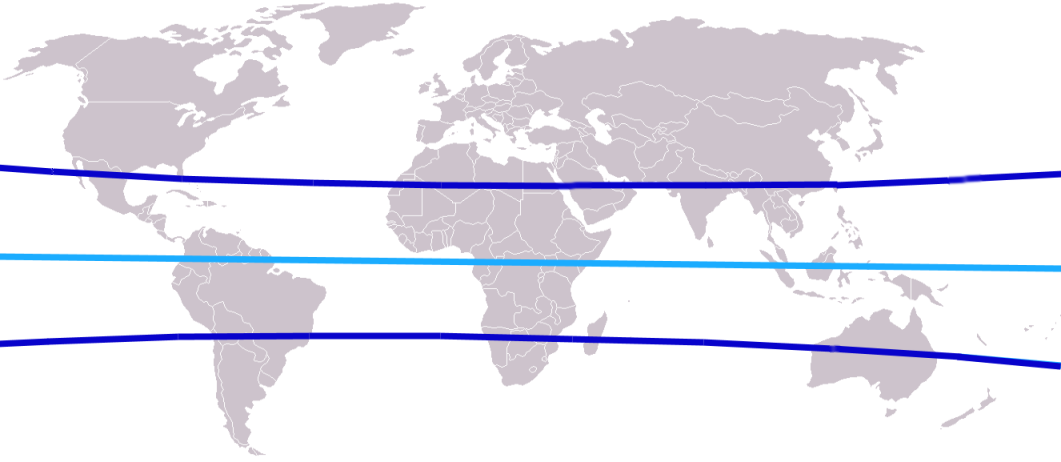
Les tropiques (lignes bleu foncé) de part et d'autre de l'équateur (ligne bleu clair).

La partie du globe située entre les deux tropiques, nommée zone tropicale ou inter-tropicale, comprend tous les points de la Terre où le Soleil apparaît au zénith à midi solaire deux fois dans l'année.  Sur le tropique même, le Soleil atteint le zénith une fois par an : pour le tropique du Cancer lors du solstice d'été en juin, pour le tropique du Capricorne lors du solstice d'hiver en décembre.  En dehors de la zone tropicale, au nord du tropique du Cancer ou au sud du tropique du Capricorne, le soleil ne se trouve jamais à la verticale du sol (élévation de 90°). Lorsque le Soleil atteint le zénith du tropique du Cancer, c'est l'été dans l'hémisphère nord. Au même moment, c'est l'hiver dans l'hémisphère sud. Entre ces deux saisons, le Soleil passe à la verticale de l'équateur le jour de l'équinoxe de mars dans son mouvement vers le nord et lors de   l'équinoxe de septembre dans son mouvement vers le sud.
À proximité de l'équateur, il y a le plus souvent un climat avec des températures toujours élevées et des précipitations abondantes toute l'année : c'est le climat équatorial. En revanche, près des deux tropiques, l'année est souvent marquée par une saison sèche plus fraiche et une saison humide plus chaude, donc des précipitations variables, la température reste relativement élevée toute l'année, on le qualifie de climat tropical. Cependant, les vents dominants, les courants marins, la présence ou pas d'une masse continentale ont une telle influence sur le climat que l'on observe de nombreux endroits où, bien que l'on soit au niveau d'un tropique, le climat n'est pas tropical (par exemple le centre de l'Australie ou du Sahara, où il n'y a pas de saison des pluies) ; et des régions où le climat est « tropical » sans que l'on soit sous les tropiques (c'est le cas du Kenya, pays situé sur l'équateur mais dont l'essentiel du territoire a un climat nettement tropical).
Du fait du redressement de l'inclinaison de l'axe de rotation de la Terre, les tropiques se rapprochent de l'équateur à une vitesse notable : environ 14,43 m/an (3,95 cm/j). Pour les mêmes raisons, les cercles polaires se rapprochent des pôles. Au total, la zone intertropicale perd ainsi environ 1 060 km2/an. Les tropiques continueront à se rapprocher de l'équateur pendant environ 10 000 ans, quand ils atteindront les latitudes de ± 22° 36′. Cette évolution est due à l'influence des autres planètes (et non à la précession des équinoxes).

## Régions tropicales principales

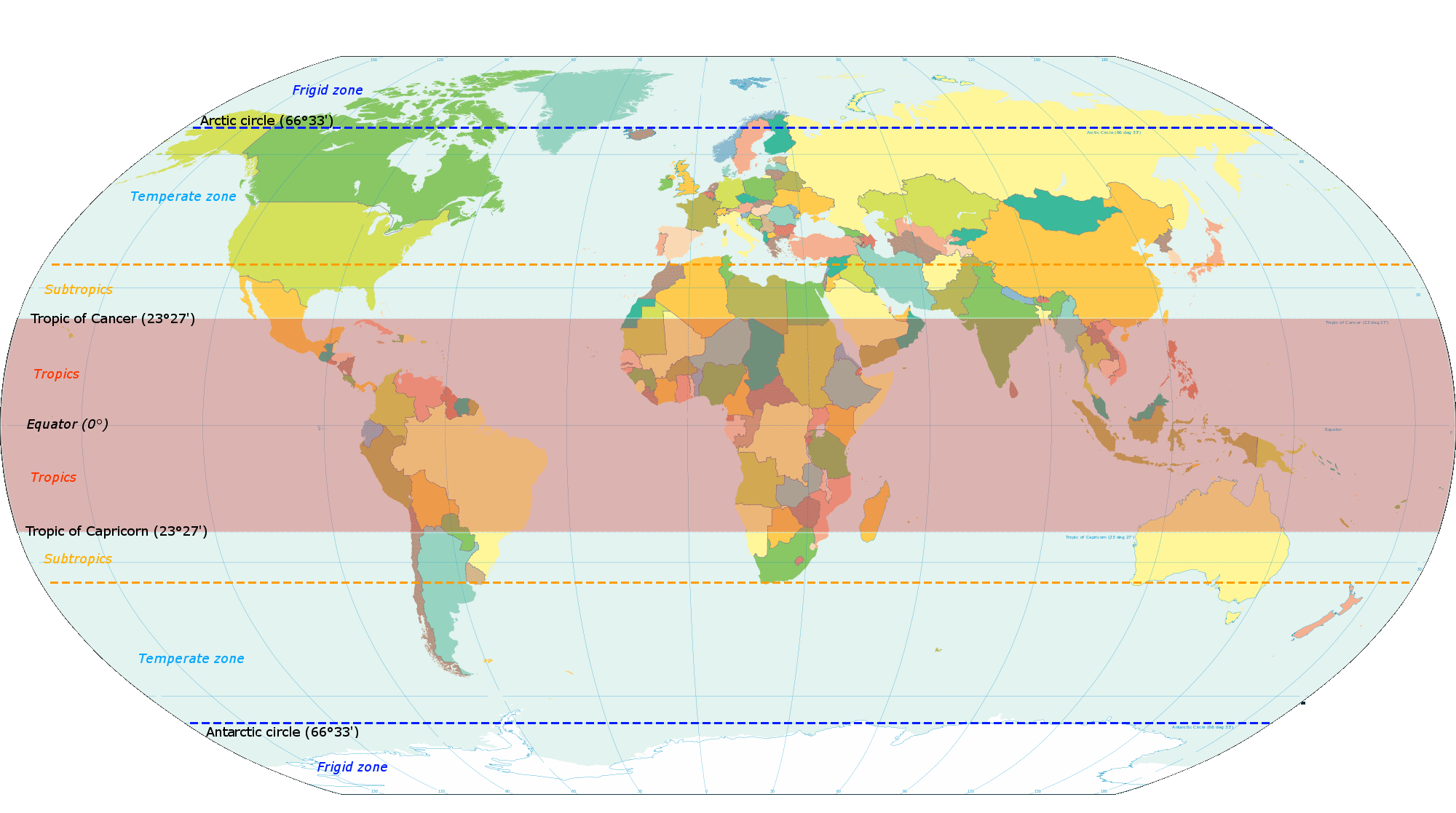
Carte montrant la zone intertropicale, en rougeâtre, aussi appelées régions tropicales.

Les régions du monde situées « sous les tropiques » sont principalement : 
- la plus grande partie de l'Amérique du Sud et de l'Amérique centrale (comprenant l'archipel des Antilles dans la mer des Caraïbes) ;
- la majeure partie de l'Afrique, dans sa partie centrale, la presque totalité de Madagascar et ses archipels satellites (Comores, Seychelles, Mascareignes, …) ;
- le sud de la Péninsule arabique ;
- la péninsule Indienne (ainsi que le Sri Lanka et les Maldives) ;
- l'Asie du Sud-Est, comprenant la péninsule Indochinoise, l'extrême sud de la Chine, une partie de Taïwan, et la totalité du vaste archipel Malais, qui comprend notamment Sumatra, Bornéo, Java, Célèbes, les petites îles de la Sonde et les Philippines ;
- une partie de l'Océanie, comprenant l'île de Nouvelle-Guinée avec ses archipels satellites, le nord de l'Australie et divers archipels dispersés dans l'océan Pacifique : Salomon, Nouvelle-Calédonie, Fidji, Micronésie, une grande partie de la Polynésie.

Les zones tropicales, avec leurs forêts tropicales, leurs savanes, leurs récifs coralliens et mangroves, abritent la majeure partie de la biodiversité mondiale

### Termes biogéographiques
Une répartition « pantropicale » (« toutes tropiques ») couvre l'ensemble des régions tropicales des deux hémisphères.
« Néotropique » désigne une écozone couvrant toute l'Amérique du Sud (jusqu'à la pointe sud, très loin au sud du tropique du Capricorne et où le climat est subpolaire), toute l'Amérique centrale avec la plus grande partie du Mexique, et les Antilles. « Afrotropique » désigne une écozone couvrant toute la partie de l'Afrique située au sud du Sahara (jusqu'à la région du Cap en Afrique du Sud, soit au sud du tropique du Capricorne), Madagascar en entier et ses archipels satellites, ainsi qu'une grande partie de la péninsule Arabique.
Le terme « paléotropical » a deux acceptions. Il peut se rapporter à l'ensemble des régions strictement tropicales de l'Ancien Monde par opposition aux régions « néotropicales » du Nouveau Monde. Mais il peut aussi se rapporter à une large écozone qui additionne l'afrotropique et l'Indomalais. De même, le terme « néotropique » peut se rapporter uniquement aux régions tropicales du Nouveau monde ou à toute l'écozone néotropique.

## Évocation «tropicale»

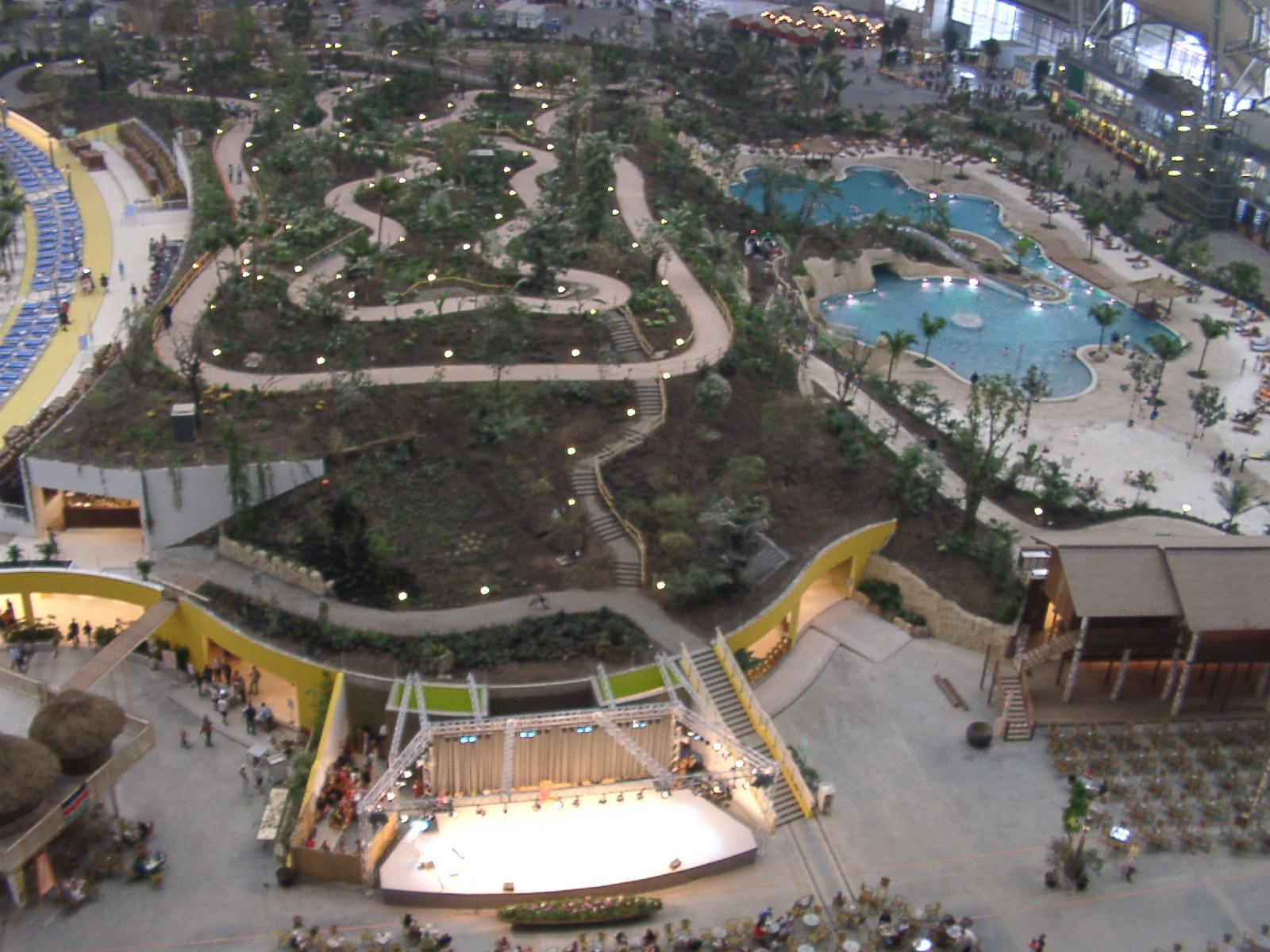
Attraction allemande (carg lifter hangar) à Krausnick-Groß Wasserburg, qui recrée l'ambiance tropicale.

Dans les pays avec de longues périodes hivernales, les populations ont une vision idéalisée des tropiques qu'ils cherchent à reconstituer dans des milieux artificiels ou à retrouver à travers des travaux artistiques[réf. nécessaire].

## Dans la culture

### Littérature
- Edmund James Banfield
- Tropique du Cancer (1934) et Tropique du Capricorne (1939), livres écrits par Henry Miller.

### Musique
- Musique tropicale
- Tropicalisme

### Arts visuels
- Jardins : Terra Botanica, parc à thème ludique, propose des serres recréant à l'identique des déserts, la jungle tropicale et les conditions extrêmes.
- Cinéma :
  - Tropical Malady, film thaïlandais réalisé par Apichatpong Weerasethakul ;
  - Folie tropicale (Tropical Madness), épisode de la série Magnum, deuxième saison (1981-1982).
- Spectacle : Cuba Tropical, spectacle avec Yumurí (1997),
- Photographie : Tropical Drift,The Murray and Isabella Rayburn Foundation, New York. Livre de photographies de Ralph Gibson (1994)

### Arts graphiques

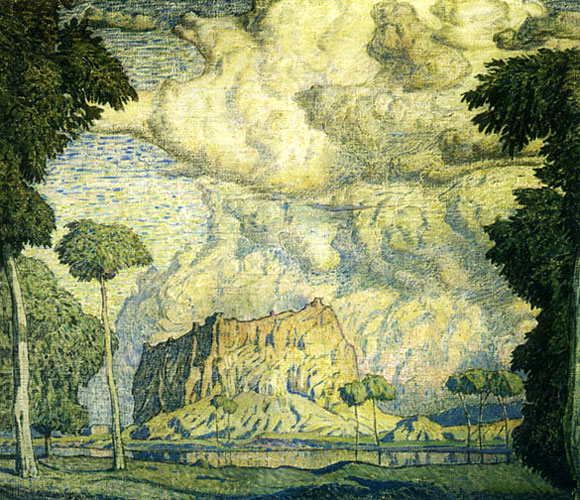
Paysage tropical, Bogaïevsky, 1906.
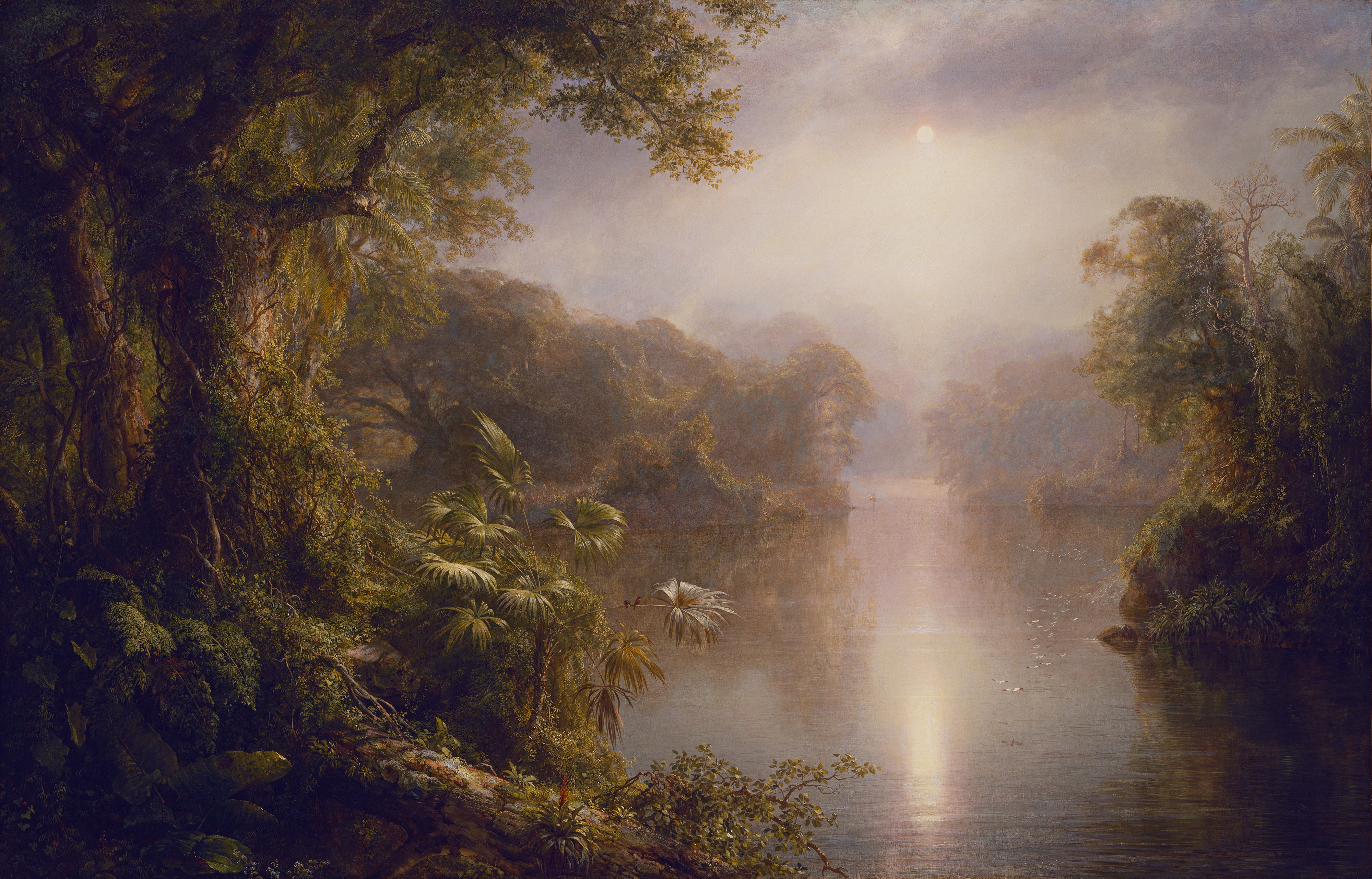
Matinée sous les tropiques, Frederic Edwin Church, 1877. National Gallery of Art, Washington, D.C., États-Unis.
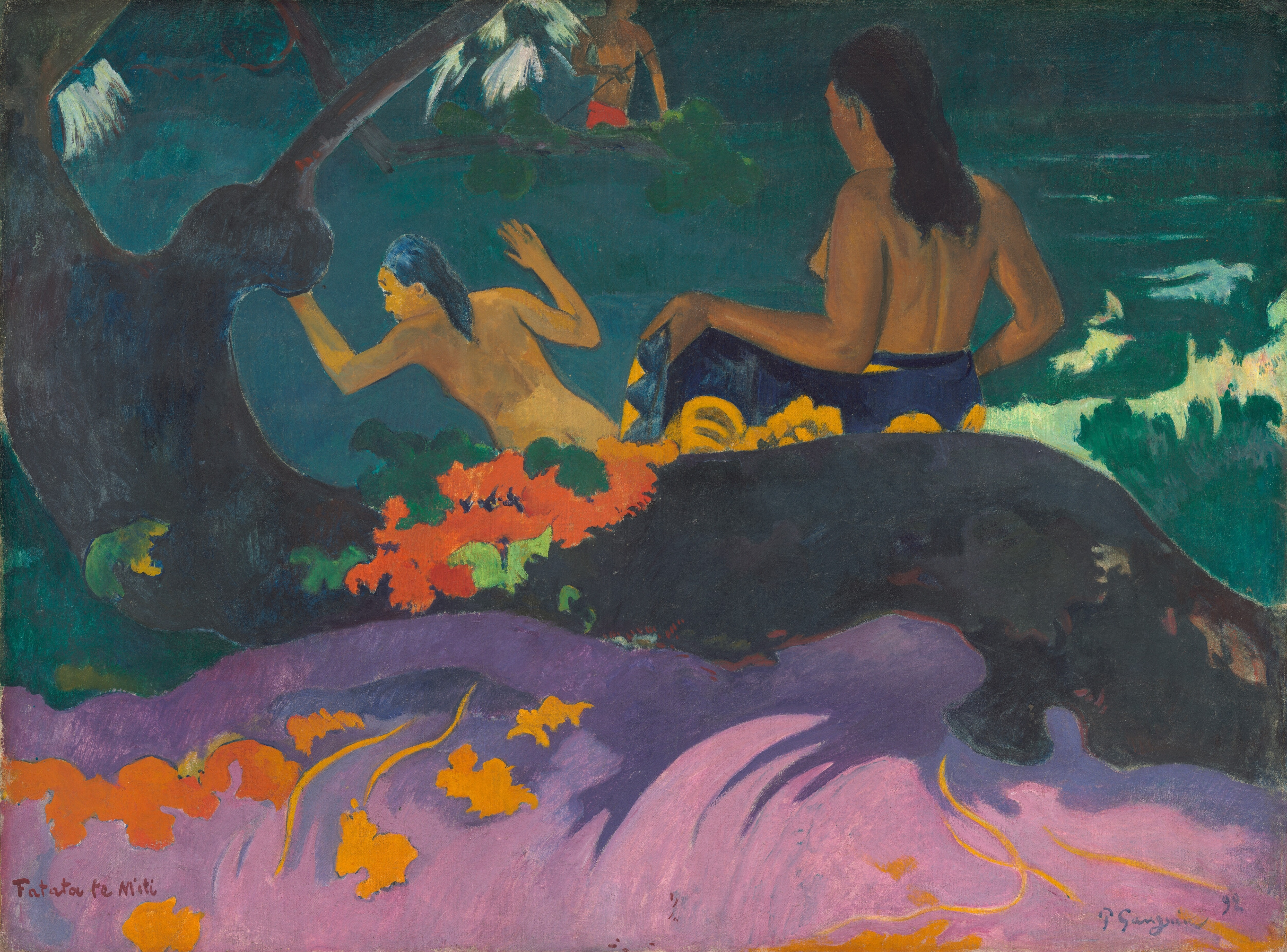
Fatata Te Miti, Paul Gauguin. Polynésie française.

### Sciences
- Tristes Tropiques (1955) de Claude Lévi-Strauss, qui a connu un grand succès, est une réflexion philosophique sur la civilisation, à la base du relativisme.